# Kylie Simpson
Pour les articles homonymes, voir Simpson.
Kylie Simpson, née le 17 novembre 1983 est une triathlète professionnelle australienne, multiple vainqueur sur triathlon Ironman.

## Biographie
Kylie Simpson grandit dans une ferme d'élevage australienne. Elle pratique la course à pied étant jeune et se lance plus sérieusement dans cette discipline après l'université. Elle établit 1 h 18 min 45 s sur semi-marathon. Après quelques blessures, elle pratique le cyclisme et la natation pour la rééducation et décide de se lancer dans le triathlon. En 2020, elle  participe à son premier Ironman à Cairns dans son pays, termine 4e. Elle remporte ce triathlon l'année suivante, avec le record de l'épreuve.
Elle vit à Brisbane,.

## Palmarès
Le tableau présente les résultats les plus significatifs (podium) obtenus sur le circuit international de triathlon depuis 2021.
| Année | Compétition               | Pays      | Position           | Temps           |
| ----- | ------------------------- | --------- | ------------------ | --------------- |
| 2024  | Ironman Cairns            | Australie | Médaille de bronze | 8 h 50 min 12 s |
| 2023  | Ironman Australie         | Australie | Médaille d'or      | 9 h 16 min 44 s |
| 2023  | Ironman Cairns            | Australie | Médaille d'or      | 8 h 40 min 52 s |
| 2023  | Hell of the West          | Australie | Médaille de bronze | 4 h 0 min 33 s  |
| 2022  | Ironman Mexique           | Mexique   | Médaille de bronze | 8 h 47 min 35 s |
| 2022  | Ironman 70.3 Los Cabos    | Mexique   | Médaille d'argent  | 4 h 28 min 6 s  |
| 2022  | Ironman Cairns            | Australie | Médaille de bronze | 9 h 19 min 21 s |
| 2021  | Ironman Western Australia | Australie | Médaille d'or      | 9 h 6 min 14 s  |
| 2021  | Ironman Cairns            | Australie | Médaille d'or      | 9 h 6 min 34 s  |
| 2021  | Hell of the West          | Australie | Médaille de bronze | 4 h 7 min 49 s  |